# Cyan
| Ett sätt att dela upp färgspektrum | Ett sätt att dela upp färgspektrum                                                                                      | Ett sätt att dela upp färgspektrum                                                                                      | Ett sätt att dela upp färgspektrum                                                                                      |
| ---------------------------------- | --- | --- | --- |
|                                    | | | |
|                                    | | | |
|                                    | Färg | Våglängd (nm) | Frekvens (THz) |
|                                    | Röd | 625–740 | 480–405 |
|                                    | Orange | 590–625 | 508–480 |
|                                    | Gul | 565–590 | 531–508 |
|                                    | Grön | 520–565 | 577–531 |
|                                    | Cyan * | 500–520 | 600–577 |
|                                    | Blå * | 435–500 | 690–600 |
|                                    | Violett | 380–435 | 789–690 |
|                                    | | | |
| *                                  | Newtons sjudelade spektrum inkluderade ”blått” och ”indigo”, som kan ha motsvarat ”cyan” respektive ”blått” i tabellen. | Newtons sjudelade spektrum inkluderade ”blått” och ”indigo”, som kan ha motsvarat ”cyan” respektive ”blått” i tabellen. | Newtons sjudelade spektrum inkluderade ”blått” och ”indigo”, som kan ha motsvarat ”cyan” respektive ”blått” i tabellen. |

Cyan är en av huvudfärgerna i färgsystemet CMYK och ligger ungefär mitt emellan grönt och blått. Namnet kommer ursprungligen från det grekiska ordet κυανοs (kyanos) som betyder blå. 
Cyan finns inte bland Isaac Newtons ursprungliga sju spektralfärger, men idag anger vissa källor ett spektrum med sju färger där man tagit bort den ursprungliga indigo (mellan blått och violett) och i stället lagt till cyan (mellan blått och grönt). Detta bygger på antagandet att Newtons färg "indigo" skulle motsvara det vi idag kallar blått, medan Newtons "blå" idag skulle kallas blågrön eller cyan.
Oavsett färgernas namn varierar våglängdsangivelserna för respektive färgområde  mellan olika källor, ett exempel visas i mallen härintill. 
I X11-färgkartan för webbfärger finns tre färger som kallas cyan, där den starkaste också kallas aqua och är en av de 16 originalfärgerna i HTML 4.01. Dess koordinater visas i boxen till höger. 